# Pouffonds
Pouffonds ist eine Ortschaft mit 409 Einwohnern (Stand: 1. Januar 2017) in der französischen Gemeinde Marcillé im Département Deux-Sèvres in der Region Nouvelle-Aquitaine (vor 2016 Poitou-Charentes). Die Einwohner werden Maisonnaysiens genannt.
Die früher selbstständige Gemeinde Pouffonds wurde am 1. Januar 2019 mit Saint-Génard zur Commune nouvelle Marcillé zusammengeschlossen. Sie hat seither den Status einer Commune déléguée. Sie gehörte zum Kanton Melle im Arrondissement Niort.

## Geographie
Pouffonds liegt etwa 27 Kilometer ostsüdöstlich von Niort. Umgeben wurde die Gemeinde Pouffonds von den Nachbargemeinden Saint-Léger-de-la-Martinière im Norden, Chail im Osten, Saint-Génard im Süden und Westen sowie Melle im Nordwesten.

## Bevölkerungsentwicklung
| Jahr                      | 1962 | 1968 | 1975 | 1982 | 1990 | 1999 | 2006 | 2013 |
| ------------------------- | ---- | ---- | ---- | ---- | ---- | ---- | ---- | ---- |
| Einwohner                 | 416  | 401  | 359  | 369  | 387  | 380  | 343  | 400  |
| Quelle: Cassini und INSEE |      |      |      |      |      |      |      |      |

## Sehenswürdigkeiten
- Kirche Saint-Macou